# Diankha-Bi
Diankha-Bi è un film del 1969 diretto da Mahama Traoré. Fu il film d'esordio del regista e documenta la drammatica situazione delle donne africane narrata attraverso la storia di tre ragazze appartenenti alla stessa famiglia.

## Produzione
Il film fu prodotto dalla Sunu Films.

## Distribuzione
Il film - un 16 mm in bianco e nero della durata di 58 minuti - è conosciuto in Senegal anche con il titolo in francese La Jeune Fille, mentre negli Stati Uniti è stato rititolato Hell of the Innocents.

## Riconoscimenti
- Festival di Dinard
  - Gran Premio